# Quiasma (genética)

A seta indica o ponto de formação do quiasma.

Quiasma é o ponto de encontro das cromátides homólogas referente a divisão celular meiotica 
Essa estrutura conforma-se nos cromossomas homólogos quando, na meiose, parte do braço de cada cromossoma se quebra e é recomposta no respectivo homólogo. A esse fenómeno, que é de extrema importância para a evolução,  dá-se o nome de permutação cromossômica ou crossing-over. Esse fenômeno está associado à ligação dos genes, ou seja, do linkage, o qual proporciona maior variabilidade genética e  percentagens gaméticas diferentes das que seriam encontradas de acordo com a segunda lei de Mendel. 